# Bamberg Baskets
El Bamberg Baskets es un club de baloncesto profesional de la ciudad de Bamberg (Baviera), que milita en la BBL, máxima categoría del baloncesto alemán y en la Euroliga, la máxima competición continental. Disputa sus partidos en el Stechert Arena, con capacidad para 6.800 espectadores. 

## Historia
El club se fundó en 1955 y en 1992 consiguió su primer título oficial al hacerse con el título de campeón de la Copa de Alemania. En los últimos años se ha convertido en un equipo muy competitivo en Alemania lo que le ha llevado a la consecución del título de la Bundesliga en 2005, 2007, 2010, 2011, 2012, 2013 y 2015.
En la Euroliga 2005-06 hizo historia al convertirse en el primer equipo alemán en clasificarse para el top 16 de la máxima competición europea de clubes de baloncesto.

## Nombres
- 1.FC 01 Bamberg: (1955-1988)
- TTL Bamberg: (1988-1995)
- TTL uniVersa Bamberg: (1995-2000)
- TSK uniVersa Bamberg: (2000-2003)
- GHP Bamberg: (2003-2006)
- Brose Baskets Bamberg: (2006-)

## Registro por temporadas
| Temporada | Puesto | Liga       | Posición | Playoffs         | Copa de baloncesto de Alemania | Competición europea                   |
| --------- | ------ | ---------- | -------- | ---------------- | ------------------------------ | ------------------------------------- |
| 1991–92   | 1      | Bundesliga | 2        | Semifinales      | Campeón                        | –                                     |
| 1992–93   | 1      | Bundesliga | 1        | Final            | –                              | –                                     |
| 1993–94   | 1      | Bundesliga | 1        | Semifinales      | Semifinales                    | –                                     |
| 1994–95   | 1      | Bundesliga | 1        | Semifinales      | –                              | Juega Copa Korać                      |
| 1995–96   | 1      | Bundesliga | 4        | Semifinales      | Semifinales                    | Juega Copa Korać                      |
| 1996–97   | 1      | Bundesliga | 3        | Semifinales      | Semifinales                    | Juega Copa Korać                      |
| 1997–98   | 1      | Bundesliga | 3        | Semifinales      | –                              | Juega Copa Korać                      |
| 1998–99   | 1      | Bundesliga | 6        | Cuartos de final | Terceros                       | Juega Copa Korać                      |
| 1999–00   | 1      | Bundesliga | 10       | Dieciseisavos    | –                              | –                                     |
| 2000–01   | 1      | Bundesliga | 10       | No se clasifica  | –                              | –                                     |
| 2001–02   | 1      | Bundesliga | 7        | Cuartos de final | –                              | –                                     |
| 2002–03   | 1      | Bundesliga | 2        | Final            | –                              | –                                     |
| 2003–04   | 1      | Bundesliga | 2        | Final            | –                              | Juega EuroChallenge                   |
| 2004–05   | 1      | Bundesliga | 1        | Campeón          | –                              | Juega ULEB                            |
| 2005–06   | 1      | Bundesliga | 3        | Semifinales      | Final                          | Euroliga Top 16                       |
| 2006–07   | 1      | Bundesliga | 1        | Campeón          | –                              | Juega ULEB                            |
| 2007–08   | 1      | Bundesliga | 7        | Cuartos de final | –                              | Euroliga Fase de grupos               |
| 2008–09   | 1      | Bundesliga | 4        | Semifinales      | –                              | Juega Eurocup                         |
| 2009–10   | 1      | Bundesliga | 1        | Campeón          | Campeón                        | Juega Eurocup                         |
| 2010–11   | 1      | Bundesliga | 1        | Campeón          | Campeón                        | Euroliga Fase de grupos               |
| 2011–12   | 1      | Bundesliga | 1        | Campeón          | Campeón                        | Euroliga Fase de grupos               |
| 2012–13   | 1      | Bundesliga | 1        | Campeón          | Cuartos de final               | Euroliga Top 16                       |
| 2013–14   | 1      | Bundesliga | 2        | Cuartos de final | Terceros                       | Euroliga Liga Regular Eurocup Last 32 |
| 2014–15   | 1      | Bundesliga | 1        | Campeón          | Subcampeón                     | Eurocup Octavos de final              |
| 2015–16   | 1      | Bundesliga | 1        | Campeón          | Semifinalista                  | Euroliga Top 16                       |
| 2016–17   | 1      | Bundesliga | 1        | Campeón          | Campeón                        | Euroliga Fase de grupos               |
| 2017–18   | 1      | Bundesliga | 4        | Semifinales      | Cuartos de final               | Euroliga Fase de grupos               |
| 2018–19   | 1      | Bundesliga |          |                  | Campeón                        | Liga de Campeones                     |

## Palmarés
- Liga de Alemania: 9

2005, 2007, 2010, 2011, 2012, 2013, 2015, 2016, 2017
- Copa de Alemania: 6

1992, 2010, 2011, 2012, 2017, 2019
- Supercopa de baloncesto de Alemania: 5

2007, 2010, 2011, 2012, 2015

## Jugadores destacados
| - Michael Jackel - Bastian Doreth - Holger Geschwindner - Steffen Hamann - Elias Harris - Tim Ohlbrecht - Ademola Okulaja - Tibor Pleiß - Sven Schultze - Lucca Staiger - Maurice Stuckey - Karsten Tadda - Maik Zirbes - Luke Schenscher - Mark Worthington - Dalibor Bagarić - Andrija Žižić - Gert Kullamäe - Fotios Lampropoulos - Nikos Zisis - Nicolò Melli - Uvis Helmanis - Jānis Strēlnieks - Mindaugas Katelynas - Boniface Ndong - Boštjan Nachbar | - Ljubodrag Simonović - Predrag Šuput - Novica Veličković - Elton Brown - DeJuan Collins - Josh Duncan - Chris Ensminger - Sharrod Ford - John Goldsberry - Kyle Hines - Casey Jacobsen - Julius Jenkins - Jared Jordan - Demond Mallet - Eldridge Recasner - Brian Roberts - Rakim Sanders - Jason Sasser - Josh Shipp - Dickey Simpkins - Marcus Slaughter - Jamar Smith - Reyshawn Terry - P.J. Tucker - Matt Walsh - Brad Wanamaker | - Latavious Williams - - Andrew Ogilvy - - Anton Gavel - - Alex Renfroe - - Zack Wright - - Hurl Beechum - - Robert Garrett - - Demond Greene - - Chris McNaughton - - D'or Fischer - - Jeremiah Massey - - Trevor Mbakwe - - Dan Dickau - - Mithat Demirel - - Yassin Idbihi - - Koko Archibong - - Damir Markota |

## Entrenadores destacados
- Dirk Bauermann
- Chris Fleming

## Números retirados
- John Goldsberry-#5
- Casey Jacobsen-#23